# Marimatha piscimala
Marimatha piscimala là một loài bướm đêm thuộc họ Noctuidae. Loài này có ở tây nam Texas tới Arizona về phía nam tới Panama.
Con trưởng thành bay từ giữa tháng 4 tới giữa tháng 10, có lẽ trong vài thế hệ.